# L'amore vero/C'è qualcosa
L'amore vero/C'è qualcosa è un singolo discografico dei New Dada pubblicato in Italia nel 1965.

## Tracce
1. L'amore vero (Federico Monti Arduini e Renato Vignocchi)
2. C'è qualcosa (Maurizio Arcieri)